# Ћелије везивног ткива
Ћелије везивног ткива су разноврсне по функцијама, морфологији и својствима, али имају заједничко порекло тако што све настају од мезенхимске, матичне ћелије. Просторну су мање или више удаљене једна од друге, али су повезане било директно међућелијским везама било преко међућелијске супстанце и ткивне течности.

## Класификација
Према улози коју имају у организму могу се груписати на:
- ћелије са структурном улогом, какве су:
  - фибробласти
  - хондроцити
  - остеоцити
  - одонтобласти
- ћелије моје учествују у имуном одговору организма:
  - лимфоцити
  - плазмоцити
  - еозинофилни гранулоцити ћелије које учествују у директној одбрани организма:
  - макрофаги
  - хетерофилни гранулоцити
- ћелије са способношћу синтезе фармаколошки активних материја:
  - мастоцити
  - базофилни гранулоцити
- ћелије које магационирају грануле липида или пигмената:
  - адипоцити
  - пигментне везивне ћелије
- ћелије које се не могу сврстати ни у једну од претходних група, а настају од мезенхимске ћелије и има их у везивном ткиву:
  - еритроцити
  - леукоцити
  - мегакариоцити
  - перицити

Груписање ћелија везивног ткива може се извршити и према другом критеријуму. ако се као критеријум узима место где се стварају и где остварују своју улогу, онда се групишу на:
- фиксне, које постају, сазревају и читав свој животни век функционишу у једном ткиву; тој групи припадају:
  - фибробласти
  - ретикуларне ћелије
  - остеоцити
  - одонтобласти
  - хондроцити
  - адипоцити
  - мезенхимске ћелије
- лутајуће, које настају у коштаној сржи, одакле се пребацују у крв и крвотоком циркулишу по читавом телу; имају кратак животни век па се морају стално надокнађивати:
  - макрофаги
  - плазмоцити
  - мастоцити
  - леукоцити